# Hystrix californica
Hystrix californica är en gräsart som först beskrevs av Henry Nicholas Bolander, och fick sitt nu gällande namn av Carl Ernst Otto Kuntze. Hystrix californica ingår i släktet Hystrix och familjen gräs. Inga underarter finns listade i Catalogue of Life.